# 마쓰다이라 가타사다

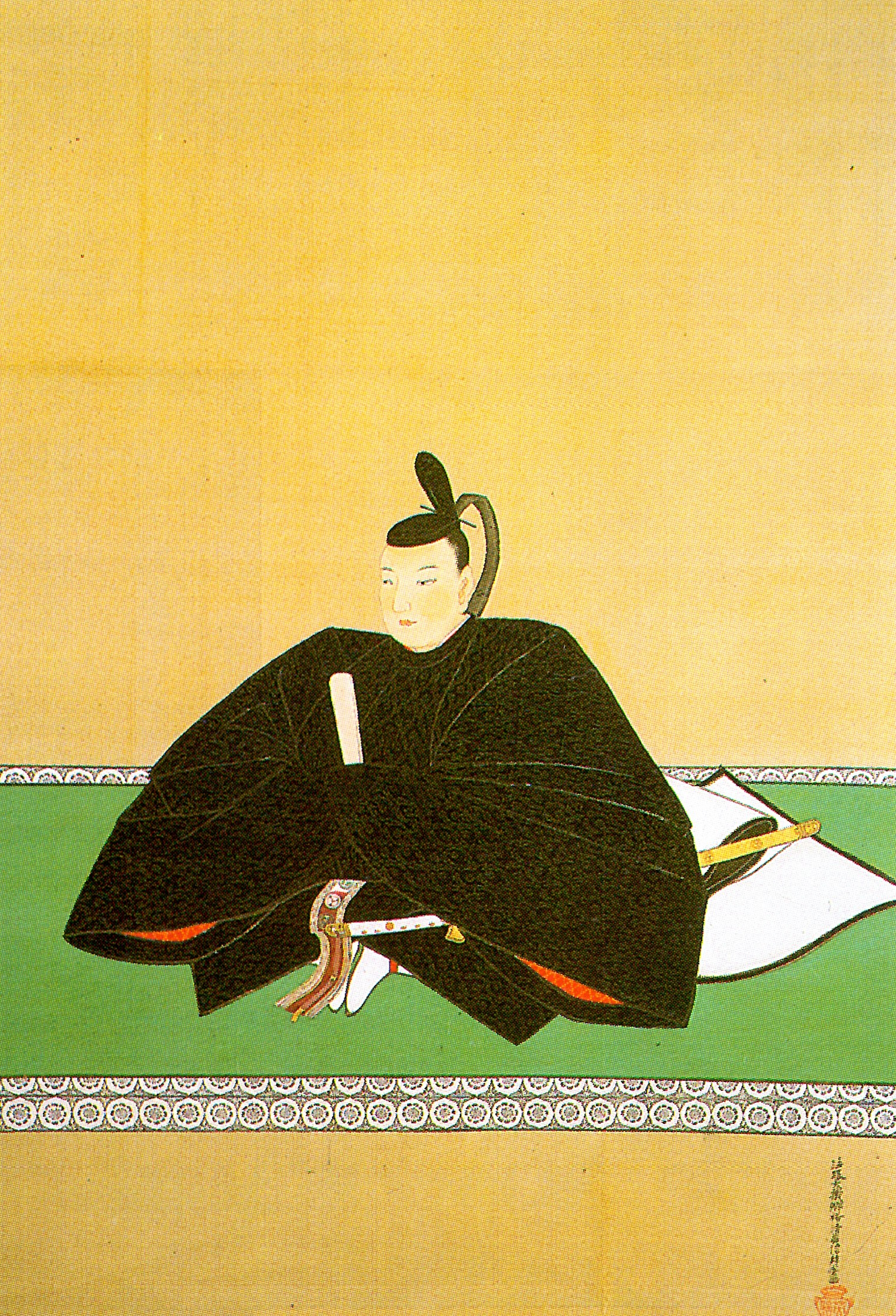
마쓰다이라 가타사다

마쓰다이라 가타사다(일본어: 松平容貞, 1724년 10월 2일 ~ 1750년 10월 26일)는 일본 에도 시대의 다이묘로, 아이즈번의 4대 번주이다.
교호 9년(1724년)에 선대 번주 마쓰다이라 마사카타의 여덟째 아들로 태어났다. 위로 있던 형들이 일찍 죽으면서 적자 자리를 계승했고, 교호 16년(1731년), 아버지 마사카타가 사망하자 그 뒤를 이어 번주가 되어, 종4위하, 시종, 히고노카미에 서임되었다. 간엔 3년(1750년), 27세의 나이로 사망하였고, 맏아들 가타노부가 그 뒤를 이었다.
| 전임 마쓰다이라 마사카타 | 제4대 아이즈번 번주 (호시나 마쓰다이라가) 1731년 ~ 1750년 | 후임 마쓰다이라 가타노부 |